# 瀬古利彦
瀬古 利彦（せこ としひこ、1956年〈昭和31年〉7月15日 - ）は、三重県桑名市出身の元陸上競技選手、陸上競技指導者。
現役時代の専門は長距離走・マラソン（ただしキャリア初期は中距離走）で、1970年代後半から1980年代にかけて宗茂・宗猛兄弟、伊藤国光、中山竹通、新宅雅也らとともに日本の男子長距離走のトップランナーだった。一時は10000メートル (m)・20000m・30000m・マラソンの日本記録を保持し、30000mについては世界記録保持者でもあった（20000mと30000mは2024年時点でも日本記録保持）。1980年モスクワオリンピック（日本は不参加）から1988年ソウルオリンピックまで3大会連続でオリンピックのマラソン日本代表に選ばれた。
現役引退後はヱスビー食品スポーツ推進局局長を経て、2013年4月よりDeNAランニングクラブ総監督を務め、2019年6月より同エグゼクティブアドバイザー。
2016年11月より、日本陸上競技連盟の強化委員会マラソン強化戦略プロジェクトリーダー（理事兼任）に就任している。

## 経歴

### 陸上競技との出会い
桑名市立久米小学校時代は遊びで野球をしていた。漫画『巨人の星』を読んで野球に関心を持ち、星飛雄馬が堤防を走り込む場面を見て、走る訓練を重ねる。桑名市立明正中学校時代は野球部に入り、2年時にエース投手として桑名市の大会で優勝、県大会に進む。3年時は地区大会決勝で敗れ、肩の故障もあり野球の道を断念する。東海地区の野球の強豪校からの誘いもあったことなどもあり、高校球児として甲子園を目指すつもりでいた。
野球部の練習と並行して、個人練習でランニングを続け、1年生時に校内の5キロ走大会で優勝したことから、陸上部より懇願されて大会に出るようになる。市の陸上大会の2000mで優勝、続く県大会でも当時の三重県記録で優勝したことがきっかけで陸上競技に魅力を感じるようになり、陸上競技の強豪校・三重県立四日市工業高等学校への入学を決意する。入学直後から中距離走で頭角を現し、高校1年で全国高等学校総合体育大会陸上競技大会（インターハイ）山形大会800mに出場し、3位に入賞。高校2年生時には地元で開催されたインターハイ三重大会の800m、1500mで優勝。千葉国体1500m、5000mで優勝。3年生時にはインターハイ福岡大会にて800m・1500m・5000mの中長距離三冠に挑戦したが、5000mで中村孝生（前橋工）のロングスパートに敗れ2位に終わり、2年生時同様に2冠に終わる。しかし、800mで予選・準決勝・決勝の3レース、1500m、5000mは予選・決勝の2レースと4日間で合計15400mを走破しての2種目の優勝と1種目の準優勝の成績に対し、日本中長距離史上、特筆される才能を持った好選手と評価されていた。茨城国体では、前年度に続き2年連続で1500m、5000mの二冠を達成。
全国高等学校駅伝競走大会では3年連続で「花の1区」(10km)に出場し、2年生時には区間賞を獲得した（ただし、この年の第1区では誘導員のミスでスタート後のトラック周回が1周少ない9.6kmとなり、記録は「参考記録」扱いとなった）。正式な区間記録をねらった3年生時は、途中で腹痛に見舞われて後退し、2年連続の区間賞獲得もならなかった。
大学進学に当たり、関東の学校の誘いも多かった。箱根駅伝最多優勝・最多出場を誇る中央大学への入学が決まりかけたが、早稲田大学OBからの勧誘で（瀬古の父は中央大学へ頭を下げ）、早稲田大学の一般入試（当時、運動部員に対する特別優遇の推薦入試等は無かった）を受験した。しかし、合格に至らなかったため、高校を卒業後は南カリフォルニア大学へ在籍しながらの「浪人生活」を送り、翌年早稲田大学教育学部に合格した。

### ロサンゼルスオリンピックまで
1976年入学当初、浪人中の不摂生もあって約8kg増量していた。早稲田大学競走部への入部直後、中村清監督から「君、マラソンをやりなさい」と勧められ、中距離からマラソンへ転向。以後、恩師中村と二人三脚で鍛錬の日々を過ごすことになる。箱根駅伝では1年次から4年連続で「花の2区」を走り、3、4年次で区間新を記録した。
1年生の1977年2月、京都マラソン（旧）で初マラソン。10位となり新人賞を受賞。2年生となった同年12月の福岡国際マラソンでは日本人最高の5位入賞を果たし、一躍次代のホープと目される。3年生の1978年の同大会で初優勝を果たす（日本人としての優勝も1970年の宇佐美彰朗以来8年ぶり）。1979年4月、海外レース初挑戦となるボストンマラソンに出場、ビル・ロジャース（アメリカ合衆国）に次いで2位となる。この時の記録2時間10分12秒は日本学生新記録であった。同年12月の福岡国際で宗兄弟との接戦を制して連覇、その結果1980年にはモスクワオリンピックの代表に選出された。
オリンピック開催年の1980年、大学を卒業後争奪戦の末、億単位の支度金を用意した大企業もあった中で中村監督とともにヱスビー食品に入社、オリンピックでの勝利を目指したが、ソ連のアフガニスタン侵攻による西側諸国のボイコットで出場はならなかった。同年12月の福岡国際ではモスクワ五輪金メダリストのワルデマール・チェルピンスキー（当時東ドイツ）を破り、自身初の「サブテン」となる2時間9分45秒の記録で3連覇を飾る。なお現役時代エスビーからの給与は他の選手同様月給は手取り25万ほどであった。
1981年2月の青梅マラソンに参加。仮想ボストンとしてオープン参加。モスクワ五輪銀メダリストのゲラルド・ネイブール（オランダ）に圧勝。このとき記録した1時間29分32秒は、2019年にチェボティビン・エゼキエル（ケニア）に破られるまで、38年間大会記録であった。3月22日にはニュージーランド・クライストチャーチでの記録会で、1レースで25000m（1時間13分55秒8）と30000m（1時間29分18秒8）の世界記録を同時に樹立した。この両記録は2011年にモーゼス・モソップに破られるまで、国際陸上競技連盟(IAAF)が公認するトラック種目として日本人が唯一保持する世界記録だった。その直後、4月のボストンマラソンでは日本人として7人目の優勝を飾る。この時の優勝記録2時間9分26秒は前年のビル・ロジャースの優勝記録を1秒上回る大会新記録であった。しかし、このあとトラック欧州遠征中に脚を故障、1年以上にわたってマラソンのレースから遠ざかることになる。この間、トレーニングと治療の両立という厳しい選択の中で中村と瀬古は様々な対応を試行し、最終的には鍼灸師による定期的な療養により克服した。中村はこの故障を「神様の与えてくれた試練」と表現した。
大学から社会人にかけての独身時代は、中村の自宅に隣接するアパートに下宿していた。その当時の生活管理は厳しく、用便の際に息抜きに漫画雑誌でも読もうかと思ったところ、中村が便所のドアを開け「瀬古、ウンチの具合はどうだ」と尋ねられたこともあったという。
早稲田大学時代より、東京青山の明治神宮外苑ランニングコース（全長1.3kmの楕円形周回路）で、中村の指導下で瀬古が練習を行っており、のちに「瀬古ロード」とも呼ばれるようになった。
1983年2月の東京国際マラソンで1年10ヶ月ぶりにフルマラソンに出場。ロドルフォ・ゴメス（メキシコ）や宗猛を相手に40km手前の鮮やかなスパートで競り勝ち、日本人初の2時間8分台となる2時間8分38秒の日本最高記録で世界歴代3位（当時）の好記録で優勝し、名実ともに日本のトップランナーとして復帰を遂げる。この優勝により、瀬古は翌年のロサンゼルスオリンピックの金メダル候補として注目を浴びる。同年12月の福岡国際マラソンでも優勝し、ロサンゼルスオリンピックの代表に選出された。
その当時の瀬古のレース運びは、前には出ずに先頭集団の中で位置を窺い、終盤の爆発的なスパートにより勝利するというものであり、先行逃げ切り形のレースはやらなかった。これは、中村の研究と分析による絶妙のコンディショニング、中距離出身で「ラスト400mでは世界に敵なし」とまで言われた終盤のスパート力、スパート地点を見極める抜群のレース勘が一体になって初めて可能なものであった。宗兄弟とのトラック勝負に勝った1979年の福岡国際、同じくジュマ・イカンガー（タンザニア）をトラックのラスト100mで抜き去った1983年の福岡国際はその典型とされる。また、この2つのレースがいずれもオリンピックの代表選考レースであったことからもわかるように、大レースに強いことも大きな特徴とされ、ロサンゼルスオリンピックでの金メダルの期待を高めていた。
しかし、迎えた1984年8月12日（日本時間13日）のオリンピック本番では、予定通り先頭集団につけていたものの、35km手前でずるずると後退し始め、優勝したカルロス・ロペスから5分近く遅れた14位という結果に終わる（日本勢最高位は宗猛の4位）。瀬古自身は20kmまでは体が軽くいけると思ったが、25kmぐらいから足にきた感じになり、35kmから40kmで集団のペースが一気に上がりついていけなくなった、と述べている。
- 本人の著書[信頼性要検証]ではロス五輪年の1984年は年始めから常に体の倦怠感に悩まされ、ぐったりした体に鞭を打ちながらハードな練習を継続していた。疲労が抜けないのなら休めばよかったと語ってもいる。12月の福岡国際で優勝してから抜く時期を作らないで、本練習に入っており、その調子を8月まで続けようとしたこと自体に無理があったようだ。7月の北海道合宿中には中村監督から「癌になった」と打ち明けられ、休ませてほしいと頼むタイミングを失ってしまった[22]。本番2週間前にはストレスから血尿が出てしまい、ドーピング回避のため漢方薬を飲んだが、下痢による脱水症状に悩まされた[23]。
- 瀬古陣営はロサンゼルスの酷暑対策として、グアムやニュージーランドで合宿を続けていた[23]。瀬古は本番直前の8月9日まで渡米を遅らせ、東京で最終調整を行ったが、むしろ東京よりもロサンゼルスの方が涼しく感じ、「こんなことならもっと早くロスに来ておきゃよかった」と思ったという[21]。なお、中村は女子マラソンに出場した佐々木七恵の付き添いのため、瀬古を東京に残して渡米していた。
- 瀬古は初めて経験する夏マラソンにいつもの経験とリズムがつかめなかったのが最大の敗因と見ている。練習では新しいナイロン製のものを使用していたが、試合直前にアシックスの三村仁司に申し出て「今まで負けたことのない布の靴」（比べて50g以上重い210g）で本番に臨んだという[24]。

結果として1979年の福岡国際以来続いた連勝記録、1977年の福岡国際以来の「日本人でトップ」の記録もここで途切れた。

### 現役引退まで
ロサンゼルスオリンピック後、お見合いをし、中村の反対はあったが結婚に踏み切る。しかし、1985年4月に中山竹通がワールドカップマラソンで瀬古の持つ日本最高記録を更新、直後の5月に中村が趣味の川釣り中に急逝し、瀬古を取り巻く環境は激変する。
瀬古はオリンピック後のマラソン出場については慎重な姿勢を続け、1986年のロンドンマラソンで1年8ヶ月ぶりにフルマラソンを走り優勝する。同年10月のシカゴマラソンでは85年広島、87年ソウルのワールドカップマラソンに連覇することになるアーメド・サラ（ジブチ）を振り切り2時間8分27秒の自己ベスト（当時日本歴代4位、世界歴代10位）で優勝。
翌1987年4月、ボストンマラソンに3度目の出場。このレースには前年優勝で2時間7分51秒の大会記録保持者ロバート・ド・キャステラ（オーストラリア）、世界歴代2位2時間7分13秒の自己ベストを持つ元世界記録保持者スティーブ・ジョーンズ（英国）、ロス五輪男子マラソン銀メダリストでトラック競技でもスピードランナーのジョン・トレーシー（アイルランド）、ロス五輪6位で2時間8分10秒の自己ベストを持つジュマ・イカンガーらも出場し、豪華な顔ぶれとなったことから「世界一決定レース」などと謳われた。レースは強豪ランナー同士の牽制によりスローな展開となるも、心臓破りの丘で瀬古が抜け出し2度目の優勝を果たす。当時世界最強とみなされていたジョーンズは「瀬古はグレート。世界ナンバーワンだ。」とコメントした。
これら3つのレースの優勝で、失意のロサンゼルスの惨敗から立ち直った。とはいえ、ロス五輪以降は、従来のレーススタイルを捨てて、中盤に機を見てスパートして最後まで逃げ切るようなレース運びをするようになり、中村がいた頃とは変化もうかがえた。また、出場したレースはいずれも日本陸上競技連盟が解禁したばかりの「賞金レース」で、瀬古はその出場第一号であった。1986年10月のアジア競技大会のマラソンに出場した中山竹通は、遠回しな表現ながら瀬古に対する優遇ではないかと疑問を呈した。これがその後のソウルオリンピック代表選考を巡る紛糾の一端となったことも否定できない。結果として1987年のボストンマラソンが瀬古の競技人生として最後の輝きとなった。
そのソウルオリンピックには、陸連の強化指定選手が出場を半ば義務づけられた五輪代表選考会となっていた1987年の福岡国際マラソンを負傷のため欠場。マスメディアでは、ライバルの中山が「這ってでも出てこい!」と発言したと煽られた（中山竹通#ソウル五輪代表選考での発言を参照）。翌年3月に選考レースのひとつであるびわ湖毎日マラソンに優勝して代表となるも、優勝タイムは平凡な記録に終わる。この代表選出については、瀬古に対する救済策ではないかという意見が当時多く出された。この代表選考の不透明さは瀬古の責任ではないが、その代表例として名を出されることは名ランナー瀬古の履歴に影を落とすことになった（代表選考に関する話題は松野明美・小掛照二の項目も参照のこと）。本番のレースでは9位となり、ついに五輪では入賞することなく終わる。ソウルオリンピック後、第1回国際千葉駅伝で日本チームのアンカーを務め、これを最後に現役を引退した。レース後、千葉県総合運動場陸上競技場で引退セレモニーが行われ、ライバルだった中山や宗から花束が贈られた。

### 現役引退後
引退後はヱスビー食品陸上部監督に就任したのち、1990年より4年間は母校早稲田大学競走部のコーチを兼任。武井隆次・櫛部静二・花田勝彦・渡辺康幸らを擁し第69回箱根駅伝総合優勝を果たした他、全日本大学駅伝4連覇など母校の躍進に貢献した。2006年3月限りでヱスビー食品陸上部監督を退任、同年4月1日付で同社スポーツ推進局長に就任した。後任監督には武井隆次コーチが昇格し、中村孝生コーチが部長となった。選手育成においては、1990年の北海道合宿中に金井豊・谷口伴之の有力選手を交通事故で失う悲劇にも見舞われ（エスビー食品陸上競技部員交通死亡事故）、現役時代ライバル関係にあった宗茂らの後塵を拝し続けるなど順風満帆とはいかなかったが、2004年のアテネオリンピックに国近友昭をマラソン代表として送り出した。
2005年3月より日本陸連役員も務めた。また駅伝やマラソン中継の解説者を務めることが多くなっている。2005年の東京国際女子マラソンで優勝した高橋尚子が事前に怪我をしていることを公表したことについて苦言を呈していた。その後も2006年からは名古屋国際女子マラソンでも、元男子選手では珍しく女子レースでのメイン解説を行っている。
2007年12月より東京都の教育委員に任命された。任期は2011年まで。米長邦雄の後任。この際、大原正行教育長に「教育委員はキャバクラに行っちゃダメなの?」と尋ねて物議を醸した。
2010年1月26日、東京マラソンに向けたトークショーに現役時代のライバルだった中山竹通とともに出演。両者は現役時代にはできなかったという「和解の握手」を交わした。
2011年12月21日、東京都教育委員に再任。
2012年8月31日、ヱスビー食品陸上部の廃部の記者会見を行った。
2013年3月末、東京都教育委員を辞任。4月1日よりDeNAランニングクラブ総監督となる。
2016年11月より、日本陸連強化委員会が新たに2020年東京オリンピックに向けて設立した、マラソン強化戦略プロジェクトリーダーに就任している。
前記の陸連プロジェクトリーダーの業務が増えてチームの指導が困難になったという理由で、2019年6月1日付でDeNAランニングクラブ総監督を退任し、エグゼクティブアドバイザーに就任。
2023年6月より、日本陸連副会長を退任し、評議員に就任。

## 評価
- フルマラソンの戦績は15戦10勝。勝てなかったのは最初の2回、79年のボストン、そして2度のオリンピックだけだった。ピーク時の強さは世界でも認められるところであり、事実ミュンヘンオリンピックの金メダリストで福岡国際マラソンにも4度勝ったフランク・ショーター（アメリカ合衆国）は、「マラソンランナーのナンバーワンはアベベ・ビキラ（エチオピア）、次に瀬古。僕はナンバースリーだろう」と語っている。
- また数多くのランナーから世界一の称号を称えられたコメントとして80年福岡国際後、五輪2連覇のワルデマール・チェルピンスキー（当時東ドイツ）は「瀬古には勝てない。たいしたもんだ。見事なレース。」、81年ボストン後、ビル・ロジャースは「彼は世界No.1のランナー。そう遅れずにゴールできて幸せだ。」、83年福岡国際後のアルベルト・サラザール（アメリカ合衆国）は「瀬古は強くてタフだ。特に作戦がうまい」、87年ボストン後にはスティーブ・ジョーンズが「瀬古 イズ　スーパー。彼は世界一だ。」と公式コメントを残している。
- 1979年ボストンマラソンでビル・ロジャースと先頭争いを展開。「400ｍを49秒で走るセコだからラストでは負けない。」と監督の中村清が説明。大会役員車の中は蜂の巣をつついたような騒ぎとなった。（79年6月号陸上競技マガジンより）中距離のスピードをマラソンに生かしたランナーの代表格であった。
- 戦後長く日本のマラソン界を見つめてきた日本陸連理事・高橋進は以前、陸上競技マガジンの中で瀬古について触れ、「彼にとって悲運だったのは、絶好調だったモスクワオリンピックをボイコットで出場できなかったことだ。調整ミスだった次のロサンゼルスオリンピックまではともかく、もうピークを過ぎていたソウルオリンピックまで（出場させたの）は酷だった」と語っている。このことからも彼がメダルの可能性が最も高かったモスクワオリンピックのボイコットが、いかに彼のその後にとっても痛手であったかを物語っている。

## 人物
現役時代は寡黙な風貌とストイックな練習姿勢から「走る修行僧」と呼ばれもしたが、もともと冗談好きでおしゃべりな明るい人柄であり、テレビのバラエティ番組ではそうした素顔を披露している。
サッカー元日本代表でFC今治運営会社オーナーである岡田武史とは同級生にあたり、共に一浪して早稲田大学へ入学した。2021年1月23日、1月30日に放送された「CROSSOVER ～こころを動かすスポーツ～」（BSフジ）で共演を果たしている。
落語家の六代目三遊亭円楽（前名：三遊亭楽太郎）と容貌が似ていた。瀬古が金メダル候補だった1984年のロス五輪の直前には、楽太郎（当時）が瀬古の格好でロサンゼルスを取材するテレビ番組があった。それから20年後に、弟子の国近友昭がアテネ五輪の代表に決まったときの記者会見で、瀬古は「楽太郎さんのように冗談を言ってリラックスさせたい」と述べた。その後も長く交流があり、2010年3月の六代目円楽襲名披露パーティーにもサプライズゲストとして出演した。2022年9月に円楽が死去した際には「ビールを呑みながら冗談を言い合える日が来るものと信じ、楽しみにしていました」「とても無念でなりません」とコメントで悼んだ他、同年12月2日に開かれたお別れ会にも参列し、思い出を語っている。

## 家族
息子が4人いるが、陸上競技関係者は三男だけである。
- 長男は誕生時に「昴」の漢字を人名に使用しようとしたところ、当時は人名用漢字に含まれていなかったため受理されず、似た人名用漢字の「昂」で代用した。数年後の1990年、人名用漢字に「昴」が追加されたため、昴に変更した[37]。25歳の時に国際交流NGO「ピースボート」のスタッフになる[38]。昴はホジキンリンパ腫を2012年から患い、2021年4月13日に34歳で死去[39]。父への最後の言葉は「お父さん、大好きだよ」[38]。2021年には闘病生活を綴った自費出版本『がんマラソンのトップランナー』（文藝春秋企画出版）を発刊[40]。
- 次男は2020年1月に元中日ドラゴンズ投手の山本昌の長女と結婚[41]。
- 三男は東海大浦安高時代に800mでインターハイに出場し東海大に進んだが、伸び悩み2年冬にマネージャーに転向し駅伝主務を務めている[42][43]。
- 四男は高校で一度陸上部に入ったが辞めてアメリカンフットボールを始めたという[44]。

## 主な記録・成績

### トラック種目
- 5000m：13分24秒29（1986年7月11日、プジョータルボットゲームズ、当時日本記録）
- 10000m：27分42秒17（1985年7月2日 DNガラン、当時日本記録）
- 15000m：43分38秒2 （1983年9月24日、日本記録）
- 20000m：57分48秒7 （1985年5月11日 東日本実業団陸上競技選手権大会、日本記録）
- 25000m：1時間13分55秒8 （1981年3月22日 クライストチャーチ記録会、日本記録）
- 30000m：1時間29分18秒8（1981年3月22日 クライストチャーチ記録会、日本記録）

### マラソン
- 自己最高記録…2時間8分27秒（1986年10月26日）

| 年月    | 大会名                   | タイム    | 順位 | 備考                                                                   |
| ------- | ------------------------ | --------- | ---- | ---------------------------------------------------------------------- |
| 1977.02 | 京都マラソン             | 2：26：00 | 10位 | 新人賞獲得                                                             |
| 1977.12 | 福岡国際マラソン         | 2：15：01 | 5位  | 日本人最上位                                                           |
| 1978.12 | 福岡国際マラソン         | 2：10：21 | 優勝 | 当時世界歴代10位、当時日本学生最高記録                                 |
| 1979.04 | ボストンマラソン         | 2：10：12 | 2位  | 当時世界歴代9位、当時日本学生最高記録                                  |
| 1979.12 | 福岡国際マラソン         | 2：10：35 | 優勝 | モスクワ五輪代表権獲得、福岡日本人初の2連覇                            |
| 1980.12 | 福岡国際マラソン         | 2：09：45 | 優勝 | 当時世界歴代8位、福岡日本人初の3連覇                                   |
| 1981.04 | ボストンマラソン         | 2：09：26 | 優勝 | 当時世界歴代5位、当時大会記録                                          |
| 1983.02 | 東京国際マラソン         | 2：08：38 | 優勝 | 当時日本最高記録、当時世界歴代3位、当時大会記録                        |
| 1983.12 | 福岡国際マラソン         | 2：08：52 | 優勝 | ロサンゼルス五輪代表権獲得、当時世界歴代6位相当、福岡日本人初の4回制覇 |
| 1984.08 | ロサンゼルスオリンピック | 2：14：13 | 14位 |                                                                        |
| 1986.04 | ロンドンマラソン         | 2：10：02 | 優勝 | ロンドン日本人初の優勝                                                 |
| 1986.10 | シカゴマラソン           | 2：08：27 | 優勝 | 自己最高記録、当時世界歴代10位、シカゴ日本人初の優勝                   |
| 1987.04 | ボストンマラソン         | 2：11：50 | 優勝 | ボストン日本人初の複数回制覇                                           |
| 1988.03 | びわ湖毎日マラソン       | 2：12：41 | 優勝 | ソウル五輪代表権獲得、日本3大マラソン制覇                              |
| 1988.10 | ソウルオリンピック       | 2：13：41 | 9位  |                                                                        |

※（マラソン通算成績：15戦10勝）1978年7月8日にイギリスのローカルマラソン・ミルトンケイネスマラソンに参加。調整と練習の一環で出場した。このときの68位・2時間53分17秒は瀬古自身の競技歴には記載していない。国際陸連が発行する資料ではこのときの記録は瀬古のキャリアに記載されているという。

### 大学駅伝
| 学年               | 全日本大学駅伝           | 箱根駅伝                                   |
| ------------------ | ------------------------ | ------------------------------------------ |
| 1年生 （1976年度） | 第7回 早稲田大学 不参加  | 第53回 2区-区間11位 1時間16分58秒          |
| 2年生 （1977年度） | 第8回 早稲田大学 不参加  | 第54回 2区-区間2位 1時間13分54秒           |
| 3年生 （1978年度） | 第9回 早稲田大学 不参加  | 第55回 2区-区間賞 1時間12分18秒 区間新記録 |
| 4年生 （1979年度） | 第10回 早稲田大学 不参加 | 第56回 2区-区間賞 1時間11分37秒 区間新記録 |

## 出演
- テレビドラマ
  - 日曜劇場「陸王」（TBSテレビ、2017年） - メトロ電業企画部長 桐山役
- バラエティー
  - テレビショッピング「瀬古利彦の本気!やる気!通販金メダル」（地上波）
- CM
  - グラクソ・スミスクライン（2024年）
  - プーマジャパン（2021年）
  - サッポロビール（2014年）
  - NTTドコモ（2001年）

## 著書
- 『永遠のランナー 瀬古利彦』（小田桐誠との共著、世界文化社、1989/5、ISBN 978-4418895083）
- 『瀬古利彦 マラソンの真髄　世界をつかんだ男の“走りの哲学”』（ベースボールマガジン社、2006/12、ISBN 978-4583039466）
- 『すべてのマラソンランナーに伝えたいこと』（実業之日本社、2012/2、ISBN 978-4408453729）

## 関連書籍
- 石井信『瀬古利彦の42.195km　ボクには走ることしかない』講談社、1983年11月、ISBN 978-4062005432）
- 木村幸治『瀬古利彦　'84ロスへの激走』徳間書店、1984年1月、ISBN 978-4195529348
- 木村幸治『マラソンは芸術です　瀬古利彦を育てた男の真実』新潮社、1984年7月、ISBN 978-4103537014
- 別所功『中村清と瀬古利彦の闘走!』日本文化出版、1984年7月、ISBN 978-4931033450
- 宮嶋泰子『走れ瀬古利彦!』東京出版、1984年8月1日。NDLJP:12172788。
- 木村幸治『逆転の軌跡 ふたりのランナー 不世出の二人のマラソンランナー中山竹通VS瀬古利彦』講談社、1988年9月、ISBN 978-4062039420
- 瀬古と中山をこよなく愛する記者グループ『瀬古サンのタメ息、中山クンのハナ息』ブックマン社、1988年9月、ISBN 978-4893080943
- 黒木亮『冬の喝采』講談社、2008年10月、ISBN 978-4062150415）
  - 中村清監督時代の早稲田大学競走部、瀬古利彦のエピソード、中村の人物像が詳しく書かれている。